# Laguna de Fúquene
Die Laguna de Fúquene ist ein Süßwassersee in den nordöstlichen Anden in Kolumbien. Der See ist rund 80 km von der kolumbianischen Hauptstadt Bogotá entfernt auf dem Gebiet der Gemeinden Fúquene und Susa im Norden von Cundinamarca in 2543 m Höhe an der Grenze zum Departamento de Boyacá gelegen.
Der See wird, um weitere Ackerbau- und Weideflächen zu gewinnen, immer mehr entwässert. Von den ehemals 100 km² Fläche sind derzeit nur noch 30 km² übrig geblieben. Da der See nur eine Tiefe von maximal 5,5 m aufweist, ist seine Selbstreinigungskraft beschränkt. Durch den Bevölkerungszuwachs und die Viehwirtschaft kam es zu vermehrtem Eintrag von Fäkalien in den See, was zu Sauerstoffmangel und zunehmender Eutrophierung des Sees führte.